# Négyes, Borsod-Abaúj-Zemplén
Négyes este un sat în districtul Mezőkövesd, județul Borsod-Abaúj-Zemplén, Ungaria, având o populație de 280 de locuitori (2011). 

## Demografie
Componența etnică a satului Négyes
     Maghiari (98,38%)
     Germani (1,62%)
Componența confesională a satului Négyes
     Romano-catolici (57,14%)
     Fără religie (11,07%)
     Reformați (10,71%)
     Luterani (1,07%)
     Necunoscută (20%)
Conform recensământului din 2011, satul Négyes avea 280 de locuitori. Din punct de vedere etnic, majoritatea locuitorilor (98,38%) erau maghiari, cu o minoritate de germani (1,62%).  Din punct de vedere confesional, majoritatea locuitorilor (57,14%) erau romano-catolici, existând și minorități de persoane fără religie (11,07%), reformați (10,71%) și luterani (1,07%). Pentru 20,0% din locuitori nu este cunoscută apartenența confesională.